# Димитър Иванчев (актьор)
Вижте пояснителната страница за други личности с името Димитър Иванчев.
Димитър Кирилов Иванчев е български актьор. Известен е с озвучаването на филми и сериали. По-известни заглавия с негово участие са „Слайдърс“, „Наричана още“, „Звеното“, „Чък“ (от втори сезон), „По средата“, „Щурите съседи“, „Новите съседи“ и други.

## Биография
Роден е на 15 ноември 1969 г. в град Дупница. Завършва 97-о СОУ в Люлин с УПК „Енергетика“, а през 1999 г. и Славянския университет със специалност актьорско майсторство.

## Кариера на озвучаващ актьор
Иванчев започва да се занимава с дублаж като студент през 90-те години, но по-сериозно навлиза през 2003 г. Първата му роля в сериал е Джак Бристоу в „Наричана още“ за БНТ, а първият му нахсинхронен дублаж е за „Мадагаскар“, където озвучава Крал Джулиън.
През 2012 г. получава номинация за наградата „Икар“ в категория „най-добър дублаж“ (тогава наричана „Златен глас“) за дублажа на „Долината на вълците“, заедно с Христина Ибришимова за „Забраненият плод“ и Ани Василева за „Съмнения“. Печели Христина Ибришимова.
През 2013 г. е номиниран за дублажа на „По средата“, заедно с Елена Русалиева за „Щети“ и Ани Василева за „Отмъщението“ (дублаж на Диема Вижън). Печели Елена Русалиева.
През 2015 г. печели наградата за дублажа на „Новите съседи“, за която е номиниран заедно с Николай Николов за „Имението Даунтън“ и Здравко Методиев за „Пингвините от Мадагаскар“.
Димитър Иванчев озвучава и редица турски сериали, измежду които „Назови ме по име“, „Черна роза“, „Безмилостен град“, „Вятърничав“, „Мерием“ и др.

## Награди
- 1994 – Награда на Първия международен фестивал под патронажа на АИТА (международната асоциация на аматьорските театри) за ролята на Боб в постановката „На четири уши“[1]